# Esther Jungreis

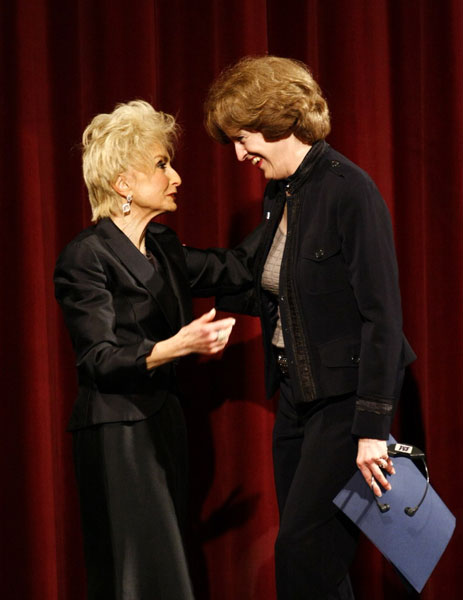
Esther Jungreis (izquierda) con April Foley, Embajadora de EE. UU. en Hungría. Budapest, 15 de septiembre de 2008.

Esther Jungreis (Szeged, 27 de abril de 1936 – Brooklyn, 23 de agosto de 2016) fue una líder religiosa judía norteamericana de origen húngaro. Fue la fundadora del movimiento internacional de kiruv Hineni. Sobreviviente del Holocausto,  trabajó para acercar a judíos seculares al judaísmo ortodoxo.

## Biografía
Jungreis nació y pasó los primeros años de su vida en Szeged, Hungría. Nació el 27 de abril de 1936, hija de Avraham y Miriam Jungreis. Sus dos hermanos, Jacob y Binyamin, ambos fueron rabinos. Su padre, Abraham, era un rabino ortodoxo y operaba un pequeño shtiebel en la ciudad, la cual era conocida por ser en la época la ciudad húngara con la mayor comunidad judía reformista del país. Entre mayo y julio de 1944, los judíos de Hungría fueron deportados a las cámaras de gas de Auschwitz a una tasa de 12.000 personas por día. Abraham Jungreis y su familia fueron deportados junto a otros judíos de Szeged en un vagón de ganado destinado para Auschwitz. Sin embargo, un familiar que trabajaba para Rudolf Kastner, logró arreglar que cuando el tren que venía de Szeged pasara por Budapest, abrieran las puertas del vagón de ganado y la familia Jungreis fuese transferida al llamado tren de Kastner, el cual después de un viaje de varias semanas y de haber sido desviado al campamento de concentración de Bergen-Belsen en Alemania, finalmente entregó sus 1.685 pasajeros en Suiza.
En 1947, la familia Jungreis emigró a Estados Unidos, instalándose en Brooklyn, donde Esther se reencontró con su primo distante Theodore (Meshulem HaLevi) Jungreis, también rabino, y casaron. La pareja se mudó a North Woodmere, Nueva York, y fundó la North Woodmere Jewish Center/Orthodox Congregation Ohr Torah. Tuvieron cuatro niños.
Debido a sus experiencia como superviviente del Holocausto, se determinó a "dedicar su vida a combatir el holocausto espiritual que ocurría aquí en los Estados Unidos." Esto condujo al nacimiento del movimiento Hineni el 18 de noviembre de 1973, en el Felt Forum del Madison Square Garden. El movimiento busca promover un retorno a las tradiciones judías en las comunidades de los Estados Unidos. Como líder de este movimiento, recibió críticas debido a su oposición firme a los matrimonios mixtos o interreligiosos. También fue crítica de la secularización en las comunidades judías, a la cual veía como una forma de asimilación.
Luego de la muerte del rabino Jungreis en 1996, la rebbetzin Jungreis continuó dedicada al outreach y educación judía. Junto con Paysach Krohn, Jungreis sirvió como panelista invitada en el retiro anual organizado por The Gateways Organization durante la festividad judía de Shavuot.
Jungreis falleció el 23 de agosto de 2016, a los 80 años de edad, debido a complicaciones de neumonía. Le sobrevivieron sus cuatro hijos — Yisroel Jungreis y Osher Jungreis, ambos rabinos, Chaya Sara Gertzulin y Slava Chana Wolff.

## Trabajo de outreach
Hineni se convirtió en un movimiento internacional, con centros en muchos países del mundo, especialmente el anglosajón. Como resultado, Jungreis se presentó en lugares tales como el Hollywood Palladium, el Johannesburgo Coliseum y Binyanei HaUmá en Jerusalén, además de hablar regularmente para el Ejército de Estados Unidos y la Armada, así como para las Fuerzas de Defensa del Israel. En 1998, Hineni abrió un comedor social y un centro de atención juvenil en Jerusalén, ofreciendo servicios sociales y de apoyo a jóvenes en situación de riesgo, aparte de organizar un Séder (cena ritual) de Pésaj anualmente para los residentes sin techo de la ciudad.

## Obras
Jungreis escribió cuatro libros: Jewish Soul on Fire (William Morrow & Company – considerado como cuando uno de los diez mejores libros judíos del año por B'nai B'rith); The Committed Life: Principles of Good Living from Our Timeless Past  (Harper Collins, traducido al hebreo, ruso y húngaro y actualmente en su octava edición); The Committed Marriage (Harper Collins), y su último libro, publicado en 2006,  Life is a Test. Para más de cuarenta años, fue columnista regular para The Jewish Press, utilizando la Torá como la fuente para soluciones a problemas diarios en la familia.

## Premios y reconocimientos
Jungreis fue nombrada "Mujer del Año" por la organización judía femenina Hadassah, Jewish War Veterans, B'nai B'rith, Federation of Jewish Women's Organizations y sociedades cristianas como Christian Amita Society. El presidente estadounidense George W. Bush designó a nombró Jungreis para hacer parte de la delegación honoraria que le acompañó a Jerusalén para la celebración del 60.º aniversario del Estado de Israel en mayo de 2008.